# 鉸口鯊
铰口鲨（学名：Ginglymostoma cirratum），俗称护士鲨（英語：Nurse Shark），体长3米，体重可達100千克左右。白日於海底或岩洞内休息，夜间捕食。通常以吸食的方式捕捉鱼类、甲壳类和软体动物。嗅觉灵敏。卵胎生，"怀孕期"10至12月。每次产卵20至40个，但是由于幼仔在母鱼腹内就会残杀同类，所以只有一至数条小鱼出生。幼鱼出生时体长便可达40厘米。